# Farchat Achatowitsch Mustafin
Farchat Achatowitsch Mustafin (auch Farkhad oder Farhat Mustafin) (russisch Фаргат Ахатович Мустафин, tatarisch Фәрхәт Әхәт улы Мостафин; * 7. September 1950 in Maloje Rybuschkino, Oblast Nischni Nowgorod) ist ein ehemaliger sowjetischer Ringer, mehrfacher Welt- und Europameister sowie Gewinner der Bronzemedaille bei den Olympischen Spielen 1976 im griechisch-römischen Stil im Bantamgewicht.

## Werdegang
Farchat Mustafin begann als Jugendlicher mit dem Ringen und wurde als Mitglied der sowjetischen Streitkräfte zu Beginn der 1970er Jahre zum zentralen Sportclub der Armee (ZSKA) in Moskau delegiert, weil sein außergewöhnliches Potential für die Sportart Ringen entdeckt worden war. In Moskau wurde er von seinem Trainer W. Burylin zu einem Weltklasseathleten im griech.-röm. Stil geformt.
In den Jahren 1973 und 1974 wurde Farchat vom sowjetischen Ringerverband zu dem großen internationalen Turnier in Klippan in Schweden, wo sich jedes Jahr im Frühjahr ein Großteil der Weltelite zu einer Standortbestimmung traf. Farchat gewann in beiden Jahren dieses große Turnier im Bantamgewicht. Er wurde daraufhin 1974 erstmals bei einer internationalen Meisterschaft, nämlich der Europameisterschaft 1974 in Madrid eingesetzt. Farchat gewann dort mit sechs überlegenen Siegen gleich den Europameistertitel. Im Herbst des Jahres 1974 startete er auch bei der Weltmeisterschaft in Kattowitz. Dort unterlag er in einem Vorrundenkampf ganz überraschend gegen den Schweden Per Lindholm. Da Lindholm aber gegen Ivan Frgić aus Jugoslawien verlor, gegen den Mustafin gewonnen hatte und deshalb vorzeitig ausschied, gewann Farchat Mustafin doch noch den WM-Titel.
Auch bei der Europameisterschaft 1975 in Ludwigshafen am Rhein musste Farchat eine Niederlage einstecken, diesmal gegen Ivan Frgić. So reichte es für ihn nur zum 2. Platz im Bantamgewicht. Schadlos hielt er sich dafür wieder bei der Weltmeisterschaft 1975 in Minsk. Er gewann fünf Kämpfe und besiegte dabei auch Pertti Ukkola aus Finnland und Józef Lipień aus Polen.
Nachdem Farchat Mustafin auch bei der Europameisterschaft 1976 in Leningrad gewonnen hatte, fuhr er als hoher Favorit zu den Olympischen Spielen in Montreal. Dort traf er wieder auf Ivan Frgić und verlor gegen diesen nach Punkten. Außerdem verlor er gegen den sich in Superform befindenden Pertti Ukkola und musste sich deshalb mit der Bronzemedaille zufriedengeben. Olympiasieger wurde Pertti Ukkola.
Sowohl bei der Europameisterschaft 1977 in Bursa als auch bei der Weltmeisterschaft des gleichen Jahres in Göteborg gewann Farchat alle seine Kämpfe, bis jeweils auf eine Ausnahme. Bei beiden Veranstaltungen verlor er im Endkampf gegen Pertti Ukkola und wurde deshalb beide Male nur zweiter Sieger hinter Ukkola.
1978 wechselte Farchat Mustafin wegen Gewichtsproblemen in die nächsthöhere Gewichtsklasse, das Federgewicht. Dass es für ihn in dieser Gewichtsklasse aber schwer werden würde sich durchzusetzen, erfuhr er gleich bei den sowjetischen Meisterschaften dieses Jahres, denn er belegte im Federgewicht hinter Boris Kramarenko, Nelson Dawidjan, Iwan Kortschagin u. Raidi Abramschwili nur den fünften Platz. Aus diesem Grunde wurde er in diesem Jahr auch bei keinen internationalen Meisterschaften eingesetzt.
1979 wurde er bei der Weltmeisterschaft in San Diego im Federgewicht eingesetzt, enttäuschte dort aber, als er nach zwei Siegen gegen Abdurrahim Kuzu aus den USA und István Tóth aus Ungarn unterlag. Die internationalen Meisterschaften des Jahres 1980, darunter die Olympischen Spiele in Moskau fanden deshalb ohne Farchat statt. Trotzdem versuchte er auch noch 1981 zu internationalen Ehren zu kommen. Er ging bei der Europameisterschaft in Göteborg an den Start, gewann dort fünf Kämpfe und kam nach einer Niederlage gegen Ryszard Swierad aus Polen auf den 3. Platz.
Danach wurde er bei keinen weiteren internationalen Meisterschaften mehr eingesetzt.
Alija Mustafina, eine Tochter Mustafins, ist eine erfolgreiche Turnerin. Unter anderem wurde sie 2012 in London Olympiasiegerin am Stufenbarren.

## Internationale Erfolge
(OS = Olympische Spiele, WM = Weltmeisterschaft, EM = Europameisterschaft, GR = griech.-röm. Stil, Ba = Bantamgewicht, Fe = Federgewicht, damals bis 57 kg bzw. 62 kg Körpergewicht)
- 1973, 1. Platz, Turnier in Klippan/Schweden, GR, Ba, vor Hans-Jürgen Veil, BRD u. Ion Baciu, Rumänien;

- 1974, 1. Platz, Turnier in Klippan, GR, Ba, vor Petar Kirow, Bulgarien, Per Lindholm, Schweden u. Fritz Huber, BRD;

- 1974, 1. Platz, EM in Madrid, GR, Ba, mit Siegen über Per Lindholm, Schweden, Josef Wojciechowski, Polen, Risto Björlin, Finnland, Jan Neckar, Tschechoslowakei, Ion Dulica, Rumänien u. Ivan Frgić, Jugoslawien;

- 1974, 1. Platz, „Nikola-Petrow“-Turnier in Plewen, GR, Ba, vor Ivan Frgić u. Gyula Molnar, Ungarn;

- 1974, 1. Platz, WM in Kattowitz, GR, Ba, mit Siegen über Patric Schaefer, Frankreich, Hossain Toranian, Iran, Pertti Ukkola, Finnland u. Ivan Frgić, Jugoslawien u. trotz eines Unentschiedens gegen Józef Lipień, Polen und einer Niederlage gegen Per Lindholm;

- 1975, 2. Platz, EM in Ludwigshafen am Rhein, GR Ba, mit Siegen über Boris Damjanow, Bulgarien, Hans-Jürgen Veil, Risto Björlin, Ion Dulica u. Bernd Drechsel, DDR u. einer Niederlage gegen Ivan Frgić;

- 1975, 1. Platz, WM in Minsk, GR, Ba, mit Siegen über Seichi Osanei, Japan, Ion Dulica, Josef Krysta, Tschechoslowakei, Pertti Ukkola u. Józef Lipień;

- 1976, Bronzemedaille, OS in Montreal, GR, Ba, mit Siegen über József Doncsecz, Ungarn, Mihai Boțilă, Rumänien und Józef Lipień, Polen und Niederlagen gegen Ivan Frgić und Pertti Ukkola;

- 1976, 1. Platz, EM in Leningrad, GR, Ba, mit Siegen über Julien Mewis, Belgien, Jean-Pierre Mercader, Frankreich, Bernd Drechsel, Ryszard Swierad, Polen, Mihai Boțilă, Rumänien u. Josef Krysta;

- 1977, 1. Platz, Großer Preis der Bundesrepublik Deutschland in Aschaffenburg, GR, Ba, vor Pasquale Passarelli, BRD, Ali Lachkar, Marokko u. Antonio Jannaccone, BRD;

- 1977, 2. Platz, EM in Bursa, GR, Ba, mit Siegen über Jose Maria Lopez, Spanien, József Doncsecz, Ungarn, Bernd Drechsel, Czesław Stanjek, Polen, Antonio Caltabiano, Italien u. Mihai Boțilă u. einer Niederlage gegen Pertti Ukkola;

- 1977, 2. Platz, WM in Göteborg, GR, Ba, mit Siegen über Ali Lachkar, Daniel Fröschl, Österreich, Ion Dulica, Ivan Frgić, Ryszard Swierad u. Assen Milew, Bulgarien u. einer Niederlage gegen Pertti Ukkola;

- 1978, 2. Platz, Großer Preis der BRD in Aschaffenburg, GR, Fe, hinter Ion Păun, Rumänien u. vor Raidi Abramschwili, UdSSR, Thomas Passarelli, BRD, Peter Grabinger, BRD u. Czeslaw Kowalik, Polen;

- 1979, 5. Platz, WM in San Diego, GR, Fe, mit Siegen über Takajasu Fujita, Japan u. Jean-Pierre Mercader u. Niederlagen gegen Abdurrahim Kuzu, USA u. István Tóth, Ungarn;

- 1981, 3. Platz, EM in Göteborg, GR, Fe, mit Siegen über Atanasios Kotroubas, Griechenland, Ion Tecuseanu, Rumänien, Jean-Pierre Mercader, Istvan Toth u. Nandor Sabo, Jugoslawien u. einer Niederlage gegen Ryszard Swierad